# Pedro Fernández de Velasco (1425-1492)
Pedro Fernández de Velasco (Burgos, ca. 1425-Burgos, enero de 1492),
II conde de Haro, VI condestable de Castilla y camarero mayor del rey, fue un magnate castellano de la Casa de Velasco. Era hijo de Pedro Fernández de Velasco y de Beatriz Manrique de Lara y bisnieto del rey Enrique II de Castilla.

## Orígenes familiares
Fue hijo de Pedro Fernández de Velasco y de Beatriz Manrique de Lara. Por parte paterna era nieto de Juan de Velasco, camarero mayor del rey y señor de Medina de Pomar, y de María de Solier, y por parte materna era nieto de Pedro Manrique de Lara, señor de Amusco y Treviño y progenitor de los duques de Nájera, y de Leonor de Castilla, que era nieta de Enrique II de Castilla.

## Biografía
Nació en Burgos en 1425, y fue camarero mayor del rey Enrique IV, virrey y gobernador de Castilla, señor de Medina de Pomar, de Briviesca, de Villadiego, de Belorado, de Salas de los Infantes y su sierra y de los valles de Soba y Ruesga, entre otros lugares.
En 1473 Enrique IV le nombró condestable de Castilla, título que desde entonces fue hereditario. Participó en las batallas de Gibraltar y Archidona. Tomó parte en la conquista de Granada y, según la tradición, al volver achacoso y maltrecho de la guerra, su mujer, para justificar los muchos gastos que había incurrido durante su ausencia, le dijo: «Ya tenedes señor palacio nuevo en que posar, bosque en que folgar, y capilla en que vos enterrar».
Falleció en 1492 tras regresar a Burgos. Él y su mujer recibieron sepultura en la capilla del Condestable de la catedral de Burgos.

## Matrimonio y descendencia

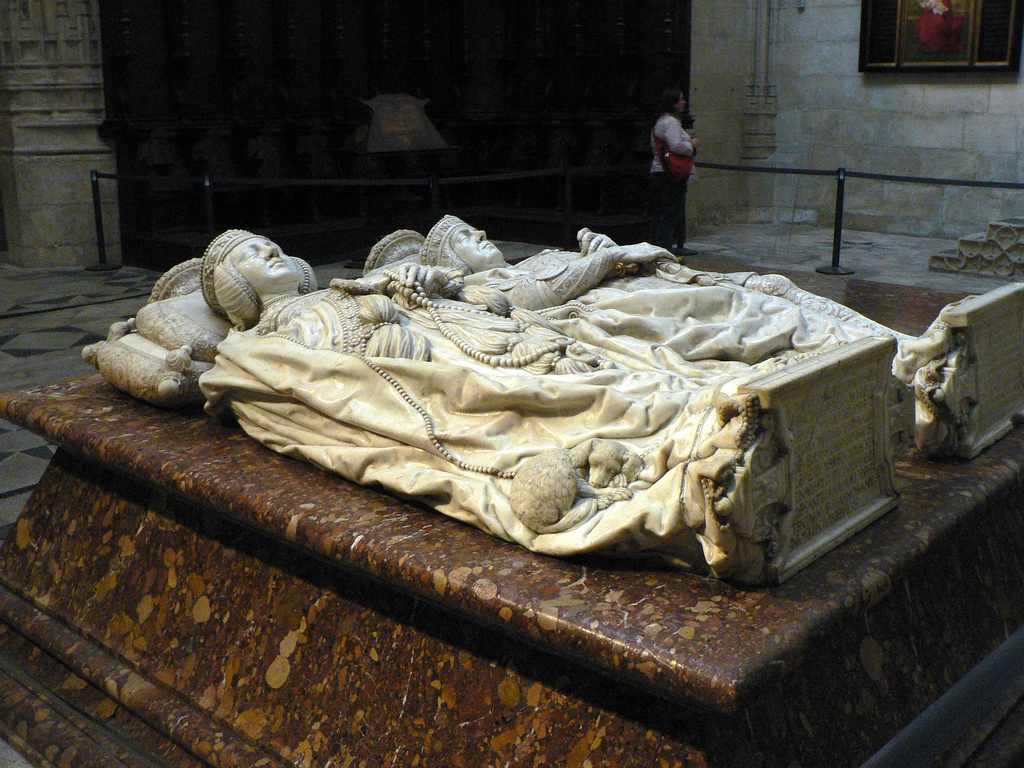
Sepulcro del condestable Pedro Fernández de Velasco y de su esposa.

Contrajo matrimonio con Mencía de Mendoza y Figueroa, hija de Íñigo López de Mendoza, I marqués de Santillana y de Catalina de Figueroa, esta última hija del maestre de la Orden de Santiago Lorenzo Suárez de Figueroa. Y fruto de su matrimonio nacieron siete hijos: 
- Bernardino Fernández de Velasco y Mendoza,[1] I duque de Frías;
- Íñigo Fernández de Velasco y Mendoza quien sucedió a su hermano en el ducado;[1]
- Juan Fernández de Velasco,[6] obispo de Cartagena, de Calahorra y de Palencia;
- Catalina de Velasco,[1] mujer de Pedro de Zúñiga y Avellaneda, II conde de Miranda del Castañar.
- María de Velasco,[1] mujer de Juan Pacheco, I marqués de Villena y I duque de Escalona, y una vez viuda, de Beltrán de la Cueva, I duque de Alburquerque.
- Leonor de Velasco,[1] mujer de Juan Téllez-Girón;
- Isabel de Velasco,[1] casada con Juan Alonso Pérez de Guzmán, III duque de Medina Sidonia;
- Mencía de Velasco;[1] y
- Beatriz de Velasco.

| Predecesor: Pedro Fernández de Velasco | Conde de Haro 1470-1492             | Sucesor: Bernardino Fernández de Velasco |
| Predecesor: Miguel Lucas de Iranzo     | Condestable de Castilla 1473 - 1492 | Sucesor: Bernardino Fernández de Velasco |
| Predecesor: Pedro Fernández de Velasco | Camarero mayor del rey 1470-1492    | Sucesor: Bernardino Fernández de Velasco |